# José Antonio Canario
José Antonio Méndez Monroy (Santa Lucía de Tirajana, Las Palmas, España; 5 de mayo de 1989) es un futbolista español. Juega como centrocampista y actualmente juega en el Centre d'Esports L'Hospitalet.

## Trayectoria
Comenzó jugando en el Estrella CF. A muy temprana edad la UD Las Palmas lo incorpora a las categorías inferiores. Tras pasar por varias categorías dentro de la disciplina amarilla decide probar fortuna en Cataluña, en el RCD Espanyol.
Aún en categoría cadete, llega al club espanyolista en el que tras varias temporadas adaptándose a la ciudad y al club (temporada 2009/10), logró ser un futbolista  del equipo "B".
Méndez finaliza su etapa en el Espanyol y consigue debutar en la categoría de bronce con el Sp. Mahonés, donde tras acumular experiencia en la categoría durante la 2010-2011, cambia de aires y esta vez firma por el Club Sportiu Lleida, un reto para el joven futbolista canario.
Tras una temporada en el Lleida, Méndez pasó por Badalona, CD Leganés, Racing B y Sporting Mahonés.
En 2013 firma con el CE L'Hospitalet, procedente del Racing B, donde disputó la segunda mitad de la anterior temporada (ocho partidos, dos de ellos como titular). En la primera vuelta, el futbolista de Gran Canaria militó en el Badalona, donde disputó once encuentros (tres como titular). En esa temporada anotó 5 tantos, su segunda mejor marca después de la temporada en el Mahonés donde consiguió 6 goles en 37 partidos disputados (27 de ellos como titular). Con 7.800 minutos disputados en la Segunda División B, pese a su edad, ha disputado fases de ascenso a la categoría de plata del fútbol español desde la temporada 2009-2010.
En el verano de 2015, cambia de nuevo de equipo, marchándose al Cádiz C. F. que militaba en esa temporada en el Grupo IV de la Segunda División B, donde es cedido en el mismo verano antes de que empezara a temporada al club en el que militó la temporada 2014-2015, la Real Balompédica Linense
En el verano de 2016 rescinde con el Cádiz CF para volver a firmar con la Real Balompédica Linense, esta vez en propiedad.
En el verano de 2017 se incorpora de nuevo a las filas del Centre d'Esports L'Hospitalet.

## Clubes
| Club                    | País   | Año         |
| ----------------------- | ------ | ----------- |
| RCD Espanyol "B"        | España | 2009 - 2010 |
| C. D. Leganés           | España | 2010 - 2011 |
| Sporting Mahonés        | España | 2011 - 2012 |
| C. D. Leganés           | España | 2011 - 2012 |
| C.F. Badalona           | España | 2012 - 2013 |
| Racing de Santander "B" | España | 2012 - 2013 |
| C.E. L'Hospitalet       | España | 2013 - 2014 |
| R.B. Linense            | España | 2014 - 2015 |
| Cádiz C. F.             | España | 2015 - 2016 |
| R.B. Linense (Cedido)   | España | 2015 - 2016 |
| R.B. Linense            | España | 2016 - 2017 |
| C.E. L'Hospitalet       | España | 2017 -      |